# 2015年のサッカー
この項目では、2015年のサッカー界の動きについてまとめる。

## できごと

### 1月
1日
- - 【JFA】第36回皇后杯全日本女子サッカー選手権大会決勝で、日テレ・ベレーザが浦和レッズレディースを1-0で下し5年ぶり11回目の優勝[1]。

11日
- - 【JFA・高体連】第23回全日本高等学校女子サッカー選手権大会決勝がノエビアスタジアム神戸で行われ日ノ本学園（関西第1・兵庫）が常盤木学園（東北第1・宮城）をPK戦の末4－2で下し2年連続3回目の優勝[2]。

12日
- - 【JFA・高体連】第93回全国高等学校サッカー選手権大会決勝戦が埼玉スタジアム2002で行われ星稜（石川）が延長戦の末前橋育英（群馬）を4－2で下し初優勝[3]。
  - 【FIFA】2014年のFIFAバロンドール授賞式がスイスのコングレスハウス・チューリッヒで行われ、レアル・マドリードのクリスティアーノ・ロナウドが2年連続3度目の受賞、女子最優秀選手賞にナディネ・ケスラーが初受賞。また、サッカーライターの賀川浩が日本人初となるFIFA会長賞を受賞した。

18日
- - 【JFA・JUWFA】第23回全日本大学女子サッカー選手権大会決勝が味の素フィールド西が丘で行われ、日本体育大学（関東第1）と大阪体育大学（関西第2）は0-0となり、延長戦でも決着がつかずPK戦の末、日本体育大学が4-2で下し2年ぶり16回目の優勝。

31日
- - 【AFC】AFCアジアカップ2015決勝が行われ、 オーストラリアが、 韓国を延長の末2-1で下し初優勝[4]、FIFAコンフェデレーションズカップ2017の出場権を獲得。

### 2月
1日
- - 【Jリーグ】 公認ファンサイトJ's Goalを公式ウェブサイトと統合、Jリーグ.jpが発足[5]、旧J's Goalは日本時間同日0時をもって全データへのアクセスが不可となる[6]。

3日
- - 【JFA】 日本サッカー協会がサッカー日本代表のハビエル・アギーレ監督との契約を解除することを発表[7]。

6日
- - 【CAF】 マラボ（赤道ギニア）にて連盟理事会を開催し、エボラ出血熱流行の影響で2015年アフリカネイションズカップの開催延期を求めた為、開催権を剥奪したモロッコに対し、アフリカネイションズカップ2大会（2017年大会及び2019年大会）への出場禁止と、罰金100万ドルおよび開催中止によってCAF、スポンサー等が被った被害に対する損害賠償としておよそ805万ユーロの支払を求める制裁処分を科すことを決定[8][9]。

8日
- - 【CAF】2015年アフリカネイションズカップ決勝が行われ、 コートジボワールが、 ガーナを0-0から、PK戦の末9-8で下し12大会ぶり2回目の優勝[10]。

28日
- - 【Jリーグ・JFA】ゼロックススーパーカップが日産スタジアムで行われ、ガンバ大阪が2-0で浦和レッズを下し8年ぶり2回目の優勝[11]。

### 3月
12日
- - 【JFA】 日本サッカー協会が日本代表の新監督にヴァイッド・ハリルホジッチの就任を発表。

19日（現地時間）
- - 【FIFA】 2019年に行われるFIFA女子ワールドカップをフランスで開催することを発表。

### 4月
7日
- - 【Jリーグ】 規律委員会、同月3日に開催されたJ1リーグ第4節鹿島アントラーズ対サガン鳥栖戦において、鹿島の金崎夢生を鳥栖のキム・ミンヒョクが故意に踏みつけたとして鹿島側が同委員会に処分を申し立てた件について「選手等に対する暴行・脅迫および一般大衆に対する挑発行為」に該当し、試合中に審判員が確認できなかった「極めて悪質な行為」と判断、キムに直近の公式戦4試合（J1リーグ2試合、ナビスコカップ2試合）の出場停止処分を下す[12]。

14日
- - 【FIFA・AFC】2018 FIFAワールドカップ・アジア2次予選の組み合わせ抽選会が行われ、 日本はグループEに入り、 シリア、 アフガニスタン、 シンガポール、 カンボジアと同組になることが決定。

24日
- - 【Jリーグ】J3所属のガイナーレ鳥取が、約1700万円の債務超過状態である事を明らかにし、翌年のJ2ライセンス申請を断念した事を発表[13]。

### 5月
1日
- - 【FIFA】6月6日に開幕する2015 FIFA女子ワールドカップの日本代表23名が発表。

13日
- - 【Jリーグ】ヴァンフォーレ甲府は樋口靖洋監督との契約を双方合意のうえ解除し、佐久間悟GMが監督就任することを発表[14]。

29日
- - 【FIFA】国際サッカー連盟（FIFA）会長選挙が行われゼップ・ブラッター会長が5選[15]。

### 6月
1日
- - 【Jリーグ】大分トリニータが田坂和昭監督を解任し、柳田伸明強化・育成部長の監督代行就任を発表[16]。（7月2日、正式に監督就任が決定[17]。）

2日
- - 【FIFA】FIFAのゼップ・ブラッター会長が緊急記者会見を開き、次期会長を選ぶ臨時総会を開いた後に辞任すると表明[18]。

6日（現地時間）
- - 【UEFA】UEFAチャンピオンズリーグ 2014-15決勝がベルリン・オリンピアシュタディオンで行われ、FCバルセロナがユヴェントスFCを3-1で下し、4年ぶり5回目の優勝が決定。

7日
- - 【JFL】JFL・1stステージ第15節で1位ヴァンラーレ八戸、2位ソニー仙台FCともに勝利し、得失点差でヴァンラーレ八戸がソニー仙台を上回り、1stステージ1位でJFLチャンピオンシップの出場権と第95回天皇杯のJFLシードを獲得[19]。
  - 【Jリーグ】水戸ホーリーホックが柱谷哲二監督を解任し、西ヶ谷隆之ヘッドコーチの監督代行就任を発表[20]。（6月27日、正式に監督就任が決定[21]。）

20日
- - 【Jリーグ】J1・1stステージ第16節浦和レッズがヴィッセル神戸に1-1で引き分け、ガンバ大阪がベガルタ仙台に1-1で引き分けた為、浦和レッズの1stステージ優勝が決定[22]。

### 7月
4日（現地時間）
- - 【CONMEBOL】コパ・アメリカ2015決勝が行われ、 チリが、 アルゼンチンを0-0から、PK戦の末4-1で下し初優勝、FIFAコンフェデレーションズカップ2017の出場権を獲得。

5日（現地時間）
- - 【FIFA】2015 FIFA女子ワールドカップ決勝が行われ、 アメリカ女子代表が、 日本女子代表を5-2で下し、4大会ぶり3回目の優勝が決定。連覇を狙った日本女子代表（なでしこジャパン）は準優勝に終わる[23]。

10日
- - 【Jリーグ】京都サンガF.C.が和田昌裕監督を解任[24] し、石丸清隆ヘッドコーチの監督就任を発表[25]。

20日
- - 【Jリーグ】栃木SCは阪倉裕二監督が辞任した事を発表[26]。21日、新監督に倉田安治が就任する事を発表[27]。

21日
- - 【Jリーグ】鹿島アントラーズがトニーニョ・セレーゾ監督を解任[28] し、石井正忠コーチの監督就任を発表[29]。

24日
- - 【Jリーグ】コンサドーレ札幌がイヴィッツァ・バルバリッチ監督を解任し、四方田修平U-18監督のトップチーム監督就任を発表[30]。

26日（現地時間）
- - 【CONCACAF】2015 CONCACAFゴールドカップ決勝が行われ、 メキシコが、 ジャマイカを3-1で下し2大会ぶり10回目の優勝が決定。

### 8月
1日
- - 【Jリーグ】清水エスパルスが大榎克己監督の辞任と、田坂和昭ヘッドコーチの監督代行就任を発表[31]。（11日、正式に監督就任が決定[32]。）

5日
- - 【Jリーグ】AC長野パルセイロが美濃部直彦監督の辞任[33] と、衛藤元ヘッドコーチの監督就任を発表[34]。

27日
- - 【Jリーグ】カターレ富山は岸野靖之監督との契約を双方合意のうえ解除し、澤入重雄GMが監督就任することを発表[35]。

### 9月
12日
- - 【AFC】リオデジャネイロ五輪のアジア最終予選を兼ねたAFC U-23選手権2016の組み合わせ抽選会が行われ、 日本はグループBに入り、 サウジアラビア、 北朝鮮、 タイと同組になることが決定。

15日
- - 【Jリーグ】横浜FCがミロシュ・ルス監督の辞任[36] と、中田仁司強化育成テクニカルダイレクターの監督就任を発表[37]。

27日
- - 【なでしこリーグ】 プレナスなでしこリーグ1部・レギュラーシリーズ最終節で、前節まで2位だった日テレ・ベレーザがスペランツァFC大阪高槻に6-1で勝利し、1位だったINAC神戸レオネッサが浦和レッズレディースに0-0の引き分けとなり、日テレ・ベレーザが逆転でレギュラーシリーズ1位を確定[38]。

### 10月
2日
- - 【FIFA】 国際サッカー連盟（以下FIFAと表記）の主要スポンサーであるコカ・コーラやVISA、マクドナルドなどが、横領や背任の疑いでスイスの検察当局から捜査されている会長のゼップ・ブラッターに対して即時辞任を要求。これに対してブラッターは弁護士を通じて辞任には応じない構え[39]。しかし倫理委員会は10月8日、ブラッターと副会長のミシェル・プラティニに対し90日間の暫定活動停止処分を行った[40]。

8日
- - 【Jリーグ】 規律委員会は同月4日に開催されたJ3リーグ第32節のレノファ山口対SC相模原において、山口の黒木恭平を相模原の森勇介が右肘を振り上げて過剰な力で顔を強く打ったとして、「選手等に対する暴行・脅迫および一般大衆に対する挑発行為」に該当。また6月14日に行われたJ3リーグ第16節のグルージャ盛岡対SC相模原でも森は「選手等に対する暴行・脅迫および一般大衆に対する挑発行為」を短期間にしていたことにより、2試合の出場停止処分を受けていたため、今回の行為を繰り返しと判断して6試合の出場停止処分したことを発表。これにより森は2015年のリーグ戦残り6試合を出場停止[41]

10日
- - 【FIFA・CONCACAF】FIFAコンフェデレーションズカップ2017北中米カリブ海代表決定戦が アメリカ合衆国・ローズボウルで行われ、 メキシコが アメリカ合衆国を延長の末3-2で下し、2大会連続7回目の出場が決定。
  - 【Jリーグ】 ガンバ大阪の新たなホームスタジアムとなる「市立吹田サッカースタジアム」が大阪府吹田市の万博記念公園内に完成[42]。

14日
- - 【なでしこジャパン】日本サッカー協会はサッカー女子日本代表（なでしこジャパン）の佐々木則夫監督との契約を更新したことを発表。これにより、佐々木の監督続投が決定[43]。

17日
- - 【Jリーグ】J1・2ndステージ第14節で清水エスパルスがベガルタ仙台に0－1で敗れ、アルビレックス新潟が松本山雅FCに2-0で勝利した事により、清水の年間16位以下が確定し、クラブ史上初のJ2降格が決定[44]。

24日
- - 【Jリーグ】J1・2ndステージ第15節でモンテディオ山形がヴィッセル神戸に1－3で敗れた事により年間16位以下が確定し、2年ぶり2度目のJ2降格が決定[45]。

25日
- - 【なでしこリーグ】なでしこリーグ2部第26節でAC長野パルセイロ・レディースが愛媛FCレディースに6-0で勝利して、なでしこリーグ2部優勝と大原学園JaSRA女子サッカークラブ時代の2007年以来8年ぶり、AC長野パルセイロ・レディースとしては初となる来季のなでしこリーグ1部昇格が確定。同時にノジマステラ神奈川相模原の2位も確定し、なでしこリーグ1部9位チームとの入れ替え戦進出が確定[46]。

29日
- - 【JFL】SP京都FCが2015年シーズンをもってをJFLから退会することを発表[47]。

31日
- - 【Jリーグ】Jリーグヤマザキナビスコカップ決勝で鹿島アントラーズがガンバ大阪に3-0で勝利して3年ぶり6回目の優勝が決定[48]。
  - 【なでしこリーグ】プレナスなでしこリーグ1部・エキサイティングシリーズ・上位リーグ第4節で日テレベレーザがジェフユナイテッド市原・千葉レディースに2-0で勝利して、5年ぶり13回目の優勝が決定[49]。

### 11月
3日
- - 【Jリーグ】SC相模原が辛島啓珠監督の辞任と、松原良香の監督就任を発表[50]。

7日
- - 【Jリーグ】J1・2ndステージ第16節で松本山雅FCがヴィッセル神戸に1-2で敗れた事により年間16位以下が確定し、J1昇格からわずか1年でJ2降格が決定[51]。

8日
- - 【JFL】JFL・2ndステージ第14節で年間順位4位鹿児島ユナイテッドFCが奈良クラブに0-0の引き分けで、年間順位5位アスルクラロ沼津はファジアーノ岡山ネクストに1-0で敗れた事により、鹿児島ユナイテッドFCがJ3リーグ参入条件となるJFL年間順位4位以内を確定[52]。
  - 【なでしこリーグ】なでしこリーグ・エキサイティングシリーズ・下位リーグ第6節でASエルフェン埼玉が岡山湯郷Belleに1-0で敗れて下位リーグ最下位が確定して来季のなでしこリーグ2部降格が決定。同じくスペランツァFC大阪高槻の入れ替え戦行きも決定[53]。

11日
- - 【Jリーグ】 48歳の三浦知良が、J2リーグの横浜FCで2016年もプレーすることを発表。同時に契約も更新した[54]。

12日
- - 【日本代表】日本サッカー協会とアディダスジャパンは、日本代表の新ユニホームを発表[55]。
    - ホームのユニホームの特徴は、これまでの青から濃紺に近い色のベースカラーと前面胸部にピッチで戦う11人を表現した11本の異なる青色のボーダーで「11の個の力」をデザイン面で表現した。中央に12人目のサポーターを表す赤のラインを配置した。このラインは、なでしこジャパンはピンク、フットサル日本代表では黄色になる。アウェー用は白を基調とし、ダイヤモンドの輝きをイメージした淡い青の模様を配置したデザインで、選手の輝く個性を表現。またGK用は、グレーを基調としたデザインとなる。

14日
- - 【Jリーグ】J2・第41節で大宮アルディージャが大分トリニータに3-2で勝利したことにより、J2・2位以内を確定し、J2降格からわずか1年でJ1復帰が決定。またジュビロ磐田が横浜FCと0-0のドローとなり、大宮のJ2優勝も決定[56]。

15日
- - 【JFL】JFL・2ndステージ第15節で1位ソニー仙台FCが栃木ウーヴァFCに2-1で勝利して、2ndステージ1位でJFLチャンピオンシップの出場権を獲得[57]。

17日
- - 【Jリーグ】
    - この日行われたJリーグ理事会で、鹿児島ユナイテッドFCのJ3入会が承認[58]。
    - セレッソ大阪はパウロ・アウトゥオリ監督の辞任と大熊清強化部長の監督就任を発表[59][60]。

18日
- - 【Jリーグ】コンサドーレ札幌は、創立20周年を迎えるにあたり、2016年からチーム名ならびに運営会社の社名の変更とホームタウンを追加することを発表。なお、これを受けクラブエンブレム・ロゴマークも変更[61]。
    - 運営会社の社名は来年1月1日に「株式会社北海道フットボールクラブ」から「株式会社コンサドーレ」に、チーム名は来年2月1日に「コンサドーレ札幌」から「北海道コンサドーレ札幌」へとそれぞれ変更。なお、チーム名の略称は「札幌」のまま。ホームタウンはこれまでの「札幌市」から「札幌市を中心とする北海道全域」とする。

19日
- - 【Jリーグ】この日行われたJFA理事会で、J3リーグ所属のJリーグ・アンダー22選抜が2015年シーズンをもって活動終了することが正式に決定[62]。

22日
- - 【Jリーグ】
    - J1・2ndステージ第17節でサンフレッチェ広島が湘南ベルマーレに5-0で勝利して、サンフレッチェ広島の2ndステージ優勝が決定。また年間勝ち点も74となり、年間順位も1位となることも確定[63]。また、この試合でサンフレッチェ広島の佐藤寿人がJ1通算157ゴール目を決め、元日本代表中山雅史(アスルクラロ沼津)が持っていたJ1歴代最多得点記録に並んだ[64]。
    - 同じくJ1・2ndステージ第17節で、3位・FC東京と4位・ガンバ大阪のJリーグチャンピオンシップ（CS）出場権争いで、ガンバ大阪はモンテディオ山形に4-0で勝利。一方のFC東京はサガン鳥栖との対戦で0-0のスコアレスドローに終わる。これにより、勝ち点でFC東京とガンバ大阪の年間順位が逆転し、年間3位になったガンバ大阪がJリーグチャンピオンシップ出場権を獲得[65][66]。

23日
- - 【Jリーグ】
    - J2・第42節で2位ジュビロ磐田が大分トリニータに2-1で勝利、3位アビスパ福岡がFC岐阜に4-1で勝利したが、得失点差でジュビロ磐田の3年ぶりのJ1昇格が決定。またアビスパ福岡の他、4位セレッソ大阪、5位愛媛FC、6位V・ファーレン長崎がJ1昇格プレーオフに回ることも決定[67]。
    - 同じくJ2・第42節で22位栃木SCはコンサドーレ札幌に1-4で敗れて、J3降格が決定[68]。またジュビロ磐田に負けた21位大分トリニータはJ2・J3入れ替え戦に回ることも決定[67]。
    - J3・第39節で1位レノファ山口はガイナーレ鳥取と2-2で引き分けて、2位FC町田ゼルビアはAC長野パルセイロと1-1で引き分けとなったが、得失点差でレノファ山口がJ3リーグ優勝とJ2自動昇格が決定。2位の町田ゼルビアはJ2・J3入れ替え戦に回ることが決定[69]。

28日
- - 【J1・チャンピオンシップ】 Jリーグの年間王者を決めるチャンピオンシップの準決勝が行われ、第1ステージ優勝で年間2位の浦和レッズと、年間3位のガンバ大阪がレッズのホームの埼玉スタジアムで対戦。3-1でガンバがレッズに延長戦の末勝利。ガンバは、第2ステージ優勝で年間1位のサンフレッチェ広島と対戦する決勝に進出。[70]

29日
- - 【J2・J3入れ替え戦】 J2・J3入れ替え戦は、第1戦（町田市立陸上競技場）が行われJ3の2位・FC町田ゼルビアがJ2の21位・大分トリニータを2―1で破り、先勝[71]。
  - 【J1昇格プレーオフ】 J1昇格プレーオフが2試合行われ、レベルファイブスタジアムで行われた3位・アビスパ福岡と6位・V・ファーレン長崎の対戦は、1-0で3位・福岡の勝利[72]。ヤンマースタジアム長居で行われた4位・セレッソ大阪と5位・愛媛FCの対戦では、0-0のスコアレスドローに終わったものの、4位のC大阪が決勝進出[73]。
  - 【JFLチャンピオンシップ】 第17回JFLチャンピオンシップ・ヴァンラーレ八戸VSソニー仙台FCの第1戦（五戸町ひばり野公園陸上競技場）が行われ、八戸が1-0で先勝[74]。

### 12月
2日
- - 【J1・チャンピオンシップ】J1チャンピオンシップ決勝の第1戦・ガンバ大阪VSサンフレッチェ広島（万博記念競技場）が行われ、サンフレッチェが3-2で逆転勝ちをおさめ先勝[75]。

5日
- - 【JFLチャンピオンシップ】第17回JFLチャンピオンシップ・ソニー仙台FC VS ヴァンラーレ八戸の第2戦（ユアテックスタジアム仙台）が行われ、ソニー仙台が90分で1-0で勝利し、2戦合計で1-1となり延長戦に入ったものの決着が付かずPK戦の末、ソニー仙台が5-4で勝利して、JFL初優勝[76]。
  - 【J1・チャンピオンシップ】J1チャンピオンシップ決勝の第2戦・サンフレッチェ広島VSガンバ大阪（エディオンスタジアム広島）が行われ、1-1のドローに終わるも、第1戦の得点を合計し4-3で広島の総合優勝が決定[77]。

6日
- - 【J2・J3入れ替え戦】 J2・J3入れ替え戦は、第2戦（大分銀行ドーム）が行われJ3の2位・FC町田ゼルビアがJ2の21位・大分トリニータを1-0で破り、第1戦との総得点で3-1となり、町田の4年ぶりJ2復帰が決定。一方、大分は初のJ3降格。なお、J1在籍経験チームでJ3降格したのは大分が初[78]。
  - 【J1昇格プレーオフ】 J1昇格プレーオフ決勝（ヤンマースタジアム長居）3位・アビスパ福岡VS4位・セレッソ大阪は、1-1の引き分けとなり3位・福岡の5年ぶりとなるJ1昇格が決定[79]。

12日
- - 【なでしこリーグ】なでしこリーグ1部・2部入れ替え戦第2戦で1部9位のスペランツァFC大阪高槻は2部2位のノジマステラ神奈川相模原と0-0の引き分けで第1戦も2-2の引き分けで二試合合計も2-2だったが、アウェーゴールの差でスペランツァFC大阪高槻の1部残留が決定[80]。

15日
- - 【Jリーグ】 この日行われたJリーグ理事会で、FC東京・ガンバ大阪・セレッソ大阪のU-23チームのJ3参加が決定[81]。

16日
- - 【なでしこリーグ】サッカー女子日本代表でINAC神戸レオネッサの澤穂希が今シーズン限りでの引退を発表[82][83]。翌17日に東京都内で正式に引退記者会見を行った[84]。

19日
- - 【JFA・JUFA】 第64回全日本大学サッカー選手権大会決勝が行われ、関西学院大学が阪南大学を4-0で破り初優勝。関西学院大学は1985年の大阪商業大学以来30年ぶりとなる関西選手権、関西リーグ、総理大臣杯、大学選手権の4冠を達成[85]。

20日
- - 【FIFA】FIFAクラブワールドカップ2015決勝が行われ、FCバルセロナがCAリーベル・プレートを3-0で破り、4年ぶり3回目の優勝[86]。また3位決定戦はサンフレッチェ広島が広州恒大を2-1で破り3位を確定[87]。

21日
- - 【FIFA】 FIFAの倫理委員会は、重大な規定違反があったとして会長のゼップ・ブラッター及び副会長のミシェル・プラティニを8年間の資格停止にしたことを発表。これに対し両名は違反の事実を否定すると共に今回の決定を不服としてスポーツ仲裁裁判所に提訴することを明らかにした[88]。→10月2日の出来事参照

27日
- - 【JFA】第37回皇后杯全日本女子サッカー選手権大会の決勝が川崎市・等々力陸上競技場）で行われ、INAC神戸レオネッサとアルビレックス新潟レディースが対戦。神戸が後半33分に澤穂希のヘディングシュートで先制し、その1点を守り切り1-0で勝利し、2年ぶり5回目の優勝[89][90]。

## 国内リーグ・カップ戦優勝クラブ

### ヨーロッパ
- アイスランド
  - 〈リーグ〉ウルヴァルステイルト2015 - FHハフナルフィヨルズゥル
- アイルランド
  - 〈リーグ〉リーグ・オブ・アイルランド2015 - ダンドークFC
- イスラエル
  - 〈リーグ〉イスラエル・プレミアリーグ2014-15 - マッカビ・テルアビブFC
- イタリア
  - 〈リーグ〉セリエA 2014-2015 - ユヴェントスFC
  - 〈リーグカップ〉コッパ・イタリア2014-15 - ユヴェントスFC
- イングランド
  - 〈リーグ〉プレミアリーグ2014-2015 - チェルシーFC
  - 〈オープンカップ〉FAカップ2014-2015 - アーセナルFC
  - 〈リーグカップ〉キャピタル・ワン・カップ2015 - チェルシーFC
- ウェールズ
  - 〈リーグ〉ウェルシュ・プレミアリーグ2014-15 ザ・ニュー・セインツFC
- ウクライナ
  - 〈リーグ〉ウクライナ・プレミアリーグ2014-15 - FCディナモ・キーウ
- エストニア
  - 〈リーグ〉メスタリリーガ2015 - FCフローラ・タリン
- オーストリア
  - 〈リーグ〉ブンデスリーガ2014-15 - レッドブル・ザルツブルク
- オランダ
  - 〈リーグ〉エールディヴィジ2014-15 - PSVアイントホーフェン
  - 〈リーグカップ〉KNVBカップ2014-15 - FCフローニンゲン
- 北アイルランド
  - 〈リーグ〉NIFLプレミアシップ2014-15 - クルセイダーズFC
- ギリシャ
  - 〈リーグ〉ギリシャ・スーパーリーグ2014-15 - オリンピアコスFC
  - 〈リーグカップ〉キペロ・エラーダス2015 - オリンピアコスFC
- クロアチア
  - 〈リーグ〉プルヴァHNL2014-15 - NKディナモ・ザグレブ
- スイス
  - 〈リーグ〉スーパーリーグ2014-15 - FCバーゼル
- スウェーデン
  - 〈リーグ〉アルスヴェンスカン2015 - IFKノルシェーピン
- スコットランド
  - 〈リーグ〉スコティッシュ・プレミアシップ 2014-15 - セルティックFC
  - 〈リーグカップ〉スコティッシュリーグカップ2014-15 - セルティックFC
- スペイン
  - 〈リーグ〉リーガ・エスパニョーラ2014-2015 - アトレティコ・マドリード
  - 〈リーグカップ〉コパ・デル・レイ2014-15 - FCバルセロナ
- スロバキア
  - 〈リーグ〉フォルトゥナ・リーガ2014-15 - ASトレンチーン
- セルビア
  - 〈リーグ〉セルビア・スーペルリーガ2014-15 - パルチザン・ベオグラード
- チェコ
  - 〈リーグ〉ガンブリヌス・リーガ2014-15 - FCヴィクトリア・プルゼニ
- デンマーク
  - 〈リーグ〉デンマーク・スーペルリーガ2014-15 - FCミッティラン
- ドイツ
  - 〈リーグ〉ドイツ・ブンデスリーガ2014-2015 - バイエルン・ミュンヘン
  - 〈リーグカップ〉DFBポカール2014-2015 - VfLヴォルフスブルク
- トルコ
  - 〈リーグ〉スュペル・リグ2014-15 - ガラタサライSK
- ノルウェー
  - 〈リーグ〉ティッペリーガエン2015 - ローゼンボリBK
- ハンガリー
  - 〈リーグ〉ネムゼティ・バイノクシャーグI2014-15 - ヴィデオトンFC
- フランス
  - 〈リーグ〉リーグ・アン2014-2015 - パリ・サンジェルマンFC
  - 〈オープンカップ〉クープ・ドゥ・フランス2015 - パリ・サンジェルマンFC
  - 〈リーグカップ〉クープ・ドゥ・ラ・リーグ2015 - パリ・サンジェルマンFC
- ブルガリア
  - 〈リーグ〉ブルガリアプロサッカーリーグ2014-15 - PFCルドゴレツ・ラズグラド
- ベルギー
  - 〈リーグ〉ジュピラー・プロ・リーグ2014-15 - KAAヘント
- ボスニア・ヘルツェゴビナ
  - 〈リーグ〉プレミイェル・リーガ2014-15 - FKサラエヴォ
- ポーランド
  - 〈リーグ〉エクストラクラサ2014-15 - レフ・ポズナン
- ポルトガル
  - 〈リーグ〉プリメイラ・リーガ2014-2015 - SLベンフィカ
- モルドバ
  - 〈リーグ〉ディヴィジア・ナツィオナラ2014-15 - FCミルサミ・オルヘイ
- ルーマニア
  - 〈リーグ〉リーガ1 2014-15 - FCステアウア・ブカレスト
- ロシア
  - 〈リーグ〉ロシア・プレミアリーグ2014-15 - FCゼニト・サンクトペテルブルク

### 南米
- アルゼンチン
  - 〈リーグ〉プリメーラ・ディビシオン2015 - ボカ・ジュニアーズ
- ウルグアイ
  - 〈リーグ〉プリメーラ・ディビシオン2014-15 - ナシオナル・モンテビデオ
- エクアドル
  - 〈リーグ〉セリエA2015 - CSエメレク
- コロンビア
  - 〈リーグ〉カテゴリア・プリメーラA2015 - 前期：デポルティーボ・カリ、後期：アトレティコ・ナシオナル
- チリ
  - 〈リーグ〉プリメーラ・ディビシオン - 2014-15後期：CDコブレサル、2015-16前期：CSDコロコロ
- パラグアイ
  - 〈リーグ〉リーガ・パラグアージャ2015 - 前期：セロ・ポルテーニョ、後期：オリンピア・アスンシオン
- ブラジル
  - 〈リーグ〉カンピオナート・ブラジレイロ・セリエA 2015 - SCコリンチャンス・パウリスタ
- ペルー
  - 〈リーグ〉プリメーラ・ディビシオン2015 - FBCメルガール

### 北中米カリブ海
- アメリカ、カナダ
  - 〈リーグ〉メジャーリーグサッカー2015 - ポートランド・ティンバーズ
  - 〈オープンカップ〉USオープンカップ2015 - スポルティング・カンザスシティ
- コスタリカ
  - 〈リーグ〉プリメーラ・ディビシオン - 2014-15後期：CSエレディアーノ、2015-16前期：デポルティーボ・サプリサ
- メキシコ
  - 〈リーグ〉プリメーラ・ディビシオン - 2014-15後期：サントス・ラグナ、2015-15前期：UANLティグレス

### アフリカ
- アルジェリア
  - 〈リーグ〉アルジェリア・シャンピオナ・ナシオナル2014-15 - ESセティフ
- エジプト
  - 〈リーグ〉エジプト・プレミアリーグ2014-15 - アル・ザマレク
- コートジボワール
  - 〈リーグ〉コートジボワール・プレミア・ディビジョン2015 - ASタンダ
- コンゴ民主共和国
  - 〈リーグ〉リナフット2015 - ASヴィタ・クルブ
- チュニジア
  - 〈リーグ〉チュニジア・リーグ2014-15 - クラブ・アフリカーン
- ナイジェリア
  - 〈リーグ〉ナイジェリア・プレミアリーグ2015 - エニンバ

### アジア
- イラン
  - 〈リーグ〉ペルシアン・ガルフ・プロリーグ2014-15 - フーラッド・モバラケ・セパハンFC
- オーストラリア
  - 〈リーグ〉Aリーグ2014-15 - メルボルン・ビクトリーFC
- 韓国
  - 〈リーグ〉Kリーグクラシック 2015 - 全北現代モータース
  - 〈オープンカップ〉韓国FAカップ2015 - FCソウル
- サウジアラビア
  - 〈リーグ〉サウジ・プロフェッショナルリーグ2014-15 - アル・ナスル
- タイ
  - 〈リーグ〉タイ・プレミアリーグ2015 - ブリーラム・ユナイテッドFC
- 中国
  - 〈リーグ〉中国スーパーリーグ2015 - 広州恒大淘宝足球倶楽部
- 日本
  - 〈リーグ〉J1リーグ 2015 - ガンバ大阪
  - 〈リーグカップ〉2015Jリーグヤマザキナビスコカップ - 鹿島アントラーズ
- ベトナム
  - 〈リーグ〉Vリーグ 2015 - ベカメックス・ビンズオン

## クラブチームによる国際大会
OFCチャンピオンズリーグ2014-15
- 4月26日（決勝）
  -  オークランド・シティFC（5年連続7回目）

CONCACAFチャンピオンズリーグ2014-15
- 4月29日（決勝）
  -  クルブ・アメリカ（9年ぶり6回目）

UEFA女子チャンピオンズリーグ2014-15
- 5月14日（決勝）
  -  1.FFCフランクフルト（7年ぶり4回目）

UEFAヨーロッパリーグ 2014-15
- 5月27日（決勝）
  -  セビージャFC（2年連続4回目）

UEFAチャンピオンズリーグ 2014-15
- 6月6日（決勝）
  -  FCバルセロナ（4年ぶり5回目）

コパ・リベルタドーレス2015
- 8月5日（決勝）
  -  CAリーベル・プレート（19年ぶり3回目）

2015 UEFAスーパーカップ
- 8月11日
  -  FCバルセロナ（4年ぶり5回目）

スルガ銀行チャンピオンシップ2015
- 8月11日・万博記念競技場
  -  ガンバ大阪 0 - 3  CAリーベル・プレート
    - CAリーベル・プレートは初優勝。

AFCカップ2015
- 10月31日（決勝）
  -  ジョホール・ダルル・タクジムFC（初優勝）

CAFチャンピオンズリーグ2015
- 11月8日（決勝）
  -  TPマゼンベ（5年ぶり5回目）

AFCチャンピオンズリーグ2015
- 11月21日（決勝）
  -  広州恒大（2年ぶり2回目）

コパ・スダメリカーナ2015
- 12月2日、12月9日（決勝）
  -  インデペンディエンテ・サンタフェ（初優勝）

FIFAクラブワールドカップ2015
- 12月20日（決勝）
  -  FCバルセロナ（4年ぶり3回目）

## ナショナルチームによる国際大会
AFCアジアカップ2015
- 1月9日 - 1月31日（ オーストラリア）
  -  オーストラリア（初優勝）[91]

アフリカネイションズカップ2015
- 1月17日 - 2月8日（ 赤道ギニア）
  -  コートジボワール（12大会ぶり2回目）

コパ・アメリカ2015
- 6月12日 - 7月4日（ チリ）
  -  チリ（初優勝）

2015 CONCACAFゴールドカップ
- 7月7日 - 7月26日（ アメリカ合衆国、 カナダ）
  -  メキシコ（2大会ぶり10回目）

東アジアカップ2015
- 8月2日 - 8月9日（ 中国）
  -  韓国（3大会ぶり3回目）

### 年代別代表
2015 FIFA U-20ワールドカップ
- 5月30日 - 6月20日（ ニュージーランド）
  -  セルビア（14大会ぶり2回目）

2015 FIFA U-17ワールドカップ
- 10月17日 - 11月8日（ チリ）
  -  ナイジェリア（2大会連続5回目）

### 女子
アルガルヴェ・カップ2015
- 3月4日 - 3月11日（ ポルトガル）
  -  アメリカ合衆国（2年ぶり10回目）

2015 FIFA女子ワールドカップ
- 6月6日 - 7月5日（ カナダ）
  -  アメリカ合衆国（4大会ぶり3回目）

女子東アジアカップ2015
- 8月1日 - 8月8日（ 中国）
  -  北朝鮮（2大会連続2回目）

AFC U-19女子選手権2015
- 8月18日 - 8月29日（ 中国）
  -  日本（2大会ぶり4回目）

AFC U-16女子選手権2015
- 11月4日 - 11月15日（ 中国）
  -  北朝鮮（4大会ぶり2回目）

### ビーチサッカー
2015 FIFAビーチサッカーワールドカップ
- 7月9日 - 7月19日（ ポルトガル）
  -  ポルトガル （11大会ぶり2回目）

## 日本

### クラブチームによる国内大会

#### 男子中心
FUJI XEROX SUPER CUP2015
- 2月28日・日産スタジアム
  - ガンバ大阪 2 - 0  浦和レッズ
    - ガンバ大阪は8年ぶり2回目の優勝[92]

第51回全国社会人サッカー選手権大会
- 決勝 10月21日・盛岡南公園球技場Aグラウンド
  - アルテリーヴォ和歌山 1 - （PK5 -3）1 阪南大クラブ
    - アルテリーヴォ和歌山は初優勝。

ヤマザキナビスコカップ
- 決勝 10月31日・埼玉スタジアム2002
  -  鹿島アントラーズ 3 - 0  ガンバ大阪
    - 鹿島アントラーズは3年ぶり6回目の優勝。

Jリーグ
- 明治安田生命J1リーグ
  - Jリーグチャンピオンシップ　11月28日・12月2日・12月5日
    - 年間優勝サンフレッチェ広島（2年ぶり3回目）

  - 1stステージ　3月7日 - 6月27日
    - 優勝 浦和レッズ　勝点41

  - 2ndステージ　7月11日 - 11月22日
    - 優勝 サンフレッチェ広島　勝点40
    - 年間勝点1位　サンフレッチェ広島　勝点74
- 明治安田生命J2リーグ
  - 3月8日 - 11月23日
    - 優勝 大宮アルディージャ勝点86（初優勝）
- 明治安田生命J3リーグ
  - 3月15日 - 11月23日
    - 優勝 レノファ山口　勝点78　得失点差+60（初優勝）

第39回全国地域サッカーリーグ決勝大会
- 11月6日 - 11月23日
  - 優勝 ラインメール青森FC（初優勝）

第17回日本フットボールリーグ
- 3月8日 - 12月5日
  - 優勝 ソニー仙台FC（初優勝）

#### 女子
第36回皇后杯全日本女子サッカー選手権大会
- 決勝 1月1日・味の素スタジアム
  - 日テレ・ベレーザ（なでしこリーグ） 1 - 0 浦和レッドダイヤモンズ・レディース（なでしこリーグ）
    - 日テレ・ベレーザは5年ぶり11回目の優勝

2015 日本女子サッカーリーグ
- なでしこリーグ年間優勝 日テレ・ベレーザ 勝点16（5年ぶり13回目）
- なでしこリーグレギュラーシリーズ1位 日テレ・ベレーザ 勝点43
- なでしこリーグ2部優勝 AC長野パルセイロ・レディース 勝点67
- なでしこチャレンジリーグ優勝 常盤木学園高校

第37回皇后杯全日本女子サッカー選手権大会
- 決勝 12月27日・等々力陸上競技場
  - INAC神戸レオネッサ（なでしこリーグ） 1 - 0 アルビレックス新潟レディース（なでしこリーグ）
    - INAC神戸レオネッサは2年ぶり5回目の優勝

#### 学生・ユースクラブ
第23回全日本高等学校女子サッカー選手権大会
- 決勝 1月11日・ノエビアスタジアム神戸
  - 　日ノ本学園高校（関西1/兵庫） 0 - （PK4 -2）0 常盤木学園高校（東北1/宮城）
    - 日ノ本学園高校は2年連続3度目の優勝。

第93回全国高等学校サッカー選手権大会
- 決勝 1月12日・埼玉スタジアム2002
  - 星稜（石川） 4  - 2（延長）前橋育英 （群馬）
    - 星稜高校初優勝。（石川県勢としても初優勝）

第23回全日本大学女子サッカー選手権大会
- 決勝 1月18日・味の素フィールド西が丘
  - 日本体育大学（関東1/神奈川）0 - (PK4 -2)0 大阪体育大学（関西2/大阪）
    - 日本体育大学は2年ぶり16回目の優勝。

第39回日本クラブユースサッカー選手権 (U-18)大会
- 決勝 8月1日・ニッパツ三ツ沢球技場
  - 横浜F・マリノスユース（関東/神奈川） 5 - 3 大宮アルディージャU-18（関東/埼玉）
    - 横浜F・マリノスユースは2年ぶり6度目の優勝。

平成27年度全国高等学校総合体育大会
- 男子決勝 8月9日・ノエビアスタジアム神戸
  - 東福岡（福岡） 1 - （PK6 -5）1 市立船橋（千葉）
    - 東福岡高校は2年連続3度目の優勝。
- 女子決勝 8月9日・ノエビアスタジアム神戸
  -  日ノ本学園高校（近畿2/兵庫） 0 - （PK5 -4）0 大商学園高校（近畿1/大阪）
    - 日ノ本学園高校は4年連続4度目の優勝。

第39回総理大臣杯全日本大学サッカートーナメント
- 決勝 8月17日・キンチョウスタジアム
  - 関西学院大学（関西1/兵庫） 2 - 0 明治大学（関東1/東京）
    - 関西学院大学は初優勝。

第23回Jリーグユース選手権大会
- 決勝 11月15日・ヤンマースタジアム長居
  - 名古屋グランパスU-18 1 - 2 浦和レッズユース
    - 浦和レッズユースは初優勝。

高円宮杯U-18サッカーリーグ2015チャンピオンシップ
- 決勝 12月12日・埼玉スタジアム2002
  - 鹿島アントラーズユース（プレミアリーグEAST） 1 - 0 ガンバ大阪ユース（プレミアリーグWEST）
    - 鹿島アントラーズユースは初優勝。

第64回全日本大学サッカー選手権大会
- 決勝 12月19日・浦和駒場スタジアム
  - 関西学院大学（総理大臣杯優勝/兵庫）4 - 0 阪南大学（関西1/大阪）
    - 関西学院大学は初優勝。

## 死去
カッコ内は生年
- 1月4日 -  ガサン・マゴメドフ（英語版）（* 1994年）
- 1月9日 -  アンジェロ・アンキレッティ（英語版）（イタリア代表 * 1943年）
- 1月10日 -  ジュニオール・マランダ（U-21ベルギー代表 * 1994年）
- 1月27日 -  ウィルフレッド・アグボナヴバレ（英語版）（ナイジェリア代表 * 1966年）
- 2月1日 -  ウド・ラテック（元バイエルン・ミュンヘン監督 * 1935年）
- 3月1日 -  ヴォルフラム・ヴットケ（英語版）（ドイツ代表 * 1961年）
- 3月15日 -  アントニオ・ベタンコルト（スペイン代表 * 1937年）
- 4月7日 -  リチャード・ヘニェカネ（英語版）（南アフリカ共和国代表 * 1983年）
- 4月21日 -  ジョン・モシュー（南アフリカ共和国代表 * 1965年）
- 4月30日 -  グレゴリー・メルテンス（英語版）（U-21ベルギー代表 * 1991年）
- 6月14日 -  ジット（ブラジル代表 * 1932年）
- 8月1日 -  シュテファン・ベッケンバウアー（ドイツ語版）（* 1968年）
- 9月2日 -  フランツ・ファン・バルコム（元読売クラブ・アルビレックス新潟監督 * 1939年）
- 9月17日 -  デットマール・クラマー（元日本代表コーチ・バイエルン・ミュンヘン監督 * 1925年）
- 10月1日 -  ハーディー・ノルーズィー（イラン代表 * 1985年）
- 11月12日 -  ヒュレプ・マールトン（ハンガリー代表 * 1983年）